# Skouedhirraad
Skouedhirraad is een geslacht van kevers uit de familie van de loopkevers (Carabidae). De wetenschappelijke naam van het geslacht is voor het eerst geldig gepubliceerd in 1999 door Morvan.

## Soorten
Het geslacht Skouedhirraad omvat de volgende soorten:
- Skouedhirraad kucerai Morvan, 2004
- Skouedhirraad sikkimensis Morvan, 1999